# Archidiecezja jukatańska
Archidiecezja jukatańska (łac. Archidioecesis Yucatanensis, hiszp. Arquidiócesis de Yucatán) – rzymskokatolicka archidiecezja ze stolicą w Méridzie w Meksyku. Najstarsza meksykańska diecezja. Arcybiskupi Jukatanu są jednocześnie metropolitami Jukatanu.
W 2022 na terenie archidiecezji pracowało 69 zakonników i 416 sióstr zakonnych.
Obecnie granice archidiecezji pokrywają się z granicami stanu Jukatan.

## Sufraganie
Sufraganiami archidiecezji Jukatanu są:
- diecezja Campeche
- diecezja Tabasco
- diecezja Cancún-Chetumal

## Historia
27 stycznia 1518 z mocy decyzji Leona X, wyrażonej w bulli Sacri apostolatus ministerio, erygowano diecezję jukatańską (inna nazwa diecezja Carolense). Do tej pory tereny nowej diecezji należały do arcybiskupstwa Sewilli w Hiszpanii.
13 października 1525 diecezję jukatańską zlikwidowano przenosząc siedzibę nowohiszpańskiego biskupa do Tlaxcali (obecnie archidiecezja Puebla de los Angeles).
19 listopada 1561 Pius IV przywrócił diecezję jukatańską wyodrębniając ją z biskupstwa Tlaxcali.
25 maja 1880 z części terytorium jukatańskiego biskupstwa powstała diecezja Tabasco.
23 czerwca 1891 diecezja jukatańska została sufraganią arcybiskupstwa Antequera.
24 marca 1895 z części parafii diecezji jukatańskiej powstała diecezja Campeche.
11 listopada 1906 decyzją św. Piusa X diecezja jukatańska została wyniesiona do godności arcybiskupstwa metropolitarnego.
23 maja 1970 z terenu archidiecezji odłączono prałaturę terytorialną Chetumal (obecnie prałatura terytorialna Cancún-Chetumal).
W sierpniu 1993 arcybiskupstwo Jukatanu odwiedził Jan Paweł II.

## Ordynariusze

### Biskupi jukatańscy
- Julián Garcés OP (1519 - 1525)
- diecezja zniesiona
- Francisco del Toral OFM (1561 - 1571)
- Diego de Landa OFM (1572 - 1579)
- Gregorio de Montalvo Olivera OP (1580 - 1587) następnie mianowany biskupem Cuzco
- Juan de Izquierdo OFMObs (1588 - 1602)
- Diego Vázquez de Mercado (1603 - 1608) następnie mianowany arcybiskupem manilskim
- Gonzalo de Salazar OSA (1608 - 1636)
- Juan Alonso y Ocón (1638 - 1643) następnie mianowany biskupem Cuzco
- Andrés Fernandez de Ipenza (1643 - 1643)
- Marcos de Torres y Rueda (1644 - 1649)
- Domingo Ramírez de Arellano OSH (1652 - 1653)
- Lorenzo Horta Rodríguez (1656 - 1659)
- Luís de Cifuentes y Sotomayor OP (1659 - 1676)
- Juan de Escalante Turcios y Mendoza (1680 - 1681)
- Juan Cano Sandoval (1682 - 1695)
- Antonio de Arriaga y Agüero OSA (1697 - 1698)
- Pedro Reyes de los Ríos de Lamadrid OSB (1700 - 1714)
- Juan Leandro Gómez de Parada Valdez y Mendoza (1715 - 1729) następnie mianowany biskupem Santiago de Guatemala
- Juan Ignacio de Castorena y Ursúa y Goyeneche (1729 - 1733)
- Francisco Pablo Matos y Coronado (1734 - 1741) następnie mianowany biskupem Michoacánu
- Mateo de Zamora y Penagos OFM (1741 - 1744)
- José Francisco Martínez de Tejada y Díez de Velasco OFM (1745 - 1751) następnie mianowany biskupem guadalajarskim
- Juan José de Eguiara y Eguren (1752 - 1752)
- Ignacio Padilla Estrada OSA (1753 - 1760)
- Antonio Alcalde y Barriga OP (1762 - 1772) następnie mianowany biskupem guadalajarskim
- Diego Bernardo de Peredo y Navarrete (1772 - 1774)
- Juan Manuel Garcia de Vargas y Ribera OdeM (1775) zmarł przed otrzymaniem nominacji
- Antonio Caballero y Góngora (1775 - 1778) następnie mianowany arcybiskupem Santa Fe w Nowej Grenadzie
- Luis Tomás Esteban de Piña y Mazo OSB (1779 - 1795)
- Pedro Agustín Estévez y Ugarte (1797 - 1827)
- José María Guerra y Rodríguez Correa (1832 - 1863)
- Leandro Rodríguez de la Gala y Enríquez (1868 - 1887)
- Crescencio Carrillo y Ancona (1887 - 1897)
- José Guadalupe de Jesús Alva y Franco OFM (1898 - 1899) następnie mianowany biskupem Zacatecas
- Martín Tritschler y Córdoba (1900 - 1906)

### Arcybiskupi jukatańscy
- Martín Tritschler y Córdoba (1906 - 1942)
- Ferdinando Ruiz y Solózarno (1944 - 1969)
- Manuel Castro Ruiz (1969 - 1995)
- Emilio Carlos Berlie Belaunzarán (1995 - 2015)
- Gustavo Rodriguez Vega (2015 - nadal)